# Султонов Шухрат Музафарович
Шухрат Музафарович Султонов (23 травня 1951, Душанбе) — таджицький дипломат, політолог. Доктор політичних наук (2006).

## Біографія
Народився 23 травня 1951 року в Душанбе. У 1973 році закінчив Таджицький політехнічний інститут, інженер-електрик. Вищі дипломатичні курси МЗС Росії. Кандидат економічних наук.
У 1973–1975 — інженер, головний механік будівельного управління.
У 1975–1978 — на комсомольській роботі в Ленінабадському міськомі і обкомі ЛКСМТ.
У 1978–1981 — інструктор, відповідальний організатор, завідувач сектором Поволжя ЦК ВЛКСМ
У 1981 — інспектор ЦК Компартії Таджикистану.
З 09.1981 по 04.1986 — 1-й секретар ЦК ЛКСМТ.
У 1986–1987 — 1-й секретар Центрального райкому Душанбе.
У 1987–1990 — слухач Академії суспільних наук при ЦК КПРС.
У 1990–1991 — завідувач відділом організаційно-партійної і кадрової роботи ЦК Компартії Таджикистану.
У 1999–2001 — заступник голови Виконкому-виконавчого секретаря СНД — директор департаменту галузевих програм і технічних стандартів зони вільної торгівлі.
З 2 жовтня 2001 — 13 грудня 2003 — керівник Виконавчого Апарату Президента Республіки Таджикистан.
З 13 грудня 2003 по 2010 рік — Надзвичайний і Повноважний Посол Таджикистану в Туреччині.
З 7 грудня 2010 — Надзвичайний і Повноважний Посол Таджикистану в Києві (Україна).
6 квітня 2011 року вручив вірчі грамоти Президенту України Віктору Януковичу.